# Європейська комісія проти расизму та нетерпимості
Європейська комісія проти расизму та нетерпимості (ЄКРН) — орган з моніторингу прав людини, який спеціалізується на питаннях, пов'язаних з боротьбою проти расизму, дискримінації (за ознакою «раси», етнічного / національного походження, кольору шкіри, громадянства, віросповідання, мови, сексуальної орієнтації та гендерної ідентичності), ксенофобії, антисемітизму та нетерпимості.

## Запровадження та членство
Рішення про створення ЄКРН міститься у Віденській декларації, прийнятій на першому саміті 9 жовтня 1993 року. Організація почала офіційно діяти з березня 1994 року. Міністри прийняли автономний статут ЄКРН і таким чином зміцнили його роль як незалежного механізму моніторингу прав людини, що спеціалізується на питаннях, пов'язаних з расизмом і нетерпимістю.
ЄКРН складається з 46 членів, призначених на підставі їх незалежності, неупередженості, морального авторитету та досвіду у вирішенні питань расизму, дискримінації, ксенофобії, антисемітизму та нетерпимості. Кожна держава-член Ради Європи призначає одну особу для членства в ЄКРН. У резолюції, прийнятій у жовтні 2013 року, Комітет міністрів оновив статут ЄКРН з метою поліпшення дотримання критеріїв членства шляхом роз'яснення процедури призначення членів та, у разі необхідності, їх відставки.

## Основні види діяльності
Законодавча діяльність ЄКРН охоплює моніторинг країни, роботу над загальними темами та відносини з громадянським суспільством та органів з питань рівності.
ЄКРН підтримує особливі відносини з незалежними органами, відповідальними за боротьбу з расизмом, расовою дискримінацією, ксенофобією, антисемітизмом і нетерпимістю на національному рівні (органи з питань рівності) та з відповідними міжнародними організаціями, такими як Європейський Союз, Організація Об'єднаних Націй та ОБСЄ.

### Моніторинг країни
В рамках своєї роботи з моніторингу країни ЄКРН вивчає ситуацію щодо проявів расизму та нетерпимості в кожній з держав-членів Ради Європи. В 2019 ЄКРН розпочала свій 6-й моніторинговий цикл.
Висновки ЄКРН, разом з рекомендаціями щодо того, як кожна з країн може вирішувати виявлені проблеми, публікуються у звітах про країни. Ці звіти складаються після контактного візиту до даної країни та конфіденційного діалогу з національними органами влади. Моніторинг країни стосується всіх держав-членів на рівних умовах і відбувається в п'ятирічні цикли, що охоплюють дев'ять / десять країн на рік.

### Робота над загальними темами
- Мова ворожнечі і насильство

Мова ворожнечі охоплює багато форм висловлювань, які поширюють, підбурюють, пропагують або виправдовують ненависть, насильство і дискримінацію щодо особи або групи осіб з різних причин.
Згідно з ЗПР № 15 ЭКРН про протидію мові ворожнечі, «мова ворожнечі» означає захист, заохочення або підбурювання, в будь-якій формі, до приниження, ворожнечі або ганьбленню будь-якої особи або групи осіб, разом з будь-яким проявом утисків, образ, створення негативних стереотипів, стигматизації або погроз по відношенню до такої особи або групи осіб і будь-яке виправдання всіх перерахованих форм вираження за ознакою раси, походження, національної або етнічної приналежності, віку, інвалідності, мови, релігії або переконань, статі, гендеру, гендерної ідентичності, сексуальної орієнтації та інших особистих характеристик або статусу.
- Органи з питань рівності

В останні роки переважна більшість країн-членів Ради Європи запровадила незалежні органи з питань рівності, які мають важливе значення для сталого забезпечення рівності і усунення расизму та нетерпимості.
З'явилася багата і різноманітна система органів з питань рівності, а також сформовані відповідна практика. У той же час, багато органів з питань рівності страждають від недоліків, зокрема щодо їх незалежності та фінансування.
У 2017 році ЄКРН оновила свою Загальнополітичну рекомендацію № 2 про органи рівності, яка спирається на найкращі практики і містить стандарти, які допомагають державам продовжувати зміцнювати свої органи з питань рівності.
- Інтеграція та включення

ЄКРН вважає інтеграцію двостороннім процесом з суспільством, урядами та місцевими органами влади, що сприяє, підтримує та схвалює спроби інтеграції окремих осіб. Інклюзія — це підхід, який цінує різноманітність, який спрямований на забезпечення рівних прав і можливостей шляхом створення умов, які дозволять повноцінну і активну участь кожного члена суспільства.
Ключові елементи успішної політики інтеграції містяться в Загально-політичній рекомендації ЄКРН № 10 про шкільну освіту, № 14 про зайнятість і № 13 про ромів.
Цей напрямок включає в себе дві групи:
1. мігрантів та людей з міграційним минулим;
2. історичні етнічні, релігійні та мовні меншини;

### Сексуальна орієнтація та гендерна приналежність
ЄКРН почала вивчати дискримінацію та нетерпимість до ЛГБТ осіб у своєму п'ятому циклі моніторингу країни (2014—2018). Починаючи в 6-го циклу моніторингу, який почався у 2019 році, вона також охоплює інтерсексуальних людей. Вона рекомендує всім державам-членам розробити законодавство та політику боротьби з дискримінацією, мовою ненависті та насильством щодо осіб через їх сексуальну орієнтацію або гендерну ідентичність і сприяти толерантності.
ЄКРН відстежує питання ЛГБТ у світлі Європейської конвенції з прав людини, відповідної практики Європейського суду з прав людини та Рекомендації CM / Rec (2010)5 Комітету міністрів Ради Європи щодо заходів боротьби з дискримінацією на підставі сексуальної орієнтації або гендерної ідентичності і на публікаціях Комісара Ради Європи з прав людини.

### Законодавство проти расизму та нетерпимості
ЄКРН систематично рекомендує прийняття специфічного та комплексного антидискримінаційного законодавства з положеннями в різних галузях права які охоплюють такі сфери, як зайнятість, житло, освіта та доступ до соціальних та громадських послуг.
Загальна рекомендація ЄКРН № 7 містить ключові елементи, які, на її думку, мають відображатися в такому законодавстві для ефективної боротьби з расизмом і расовою дискримінацією.

### Відносини з громадянським суспільством та спеціалізованими органами
Органи з питань рівності відіграють ключову роль у інформуванні людей та інституцій в важливості рівності та допомагають їм працювати над досягненням цієї мети.
Расизм і нетерпимість можна успішно протистояти лише тоді, коли громадянське суспільство бере участь у цій боротьбі. Боротьба з расизмом і нетерпимістю вимагає не лише дій з боку урядів (до яких звертаються рекомендації ЄКРН), але й повної участі громадянського суспільства.

## Стандарти
Однією з основних діяльностей ЄКРН є підготовка загальних політичних рекомендацій, які адресовані всім державам-членам, та надають пояснення, які пропонується використовувати законотворцям при розробці національних стратегій і законопроєктів в різних сферах.
- Боротьба з расизмом, ксенофобією, антисемітизмом і нетерпимістю
  - Загальнополітична рекомендація ЄКРН № 1 — прийнята 4 жовтня 1996
- Органи з питань рівності для боротьби з расизмом і нетерпимістю на національному рівні
  - Переглянута Загальнополітична рекомендація ЄКРН № 2 — прийнята 13 червня 1997 і переглянута 7 грудня 2017
- Боротьба з расизмом і нетерпимістю щодо ромів/циган
  - Загальнополітична рекомендація ЄКРН № 3 — прийнята 6 березня 1998
- Національні дослідження щодо досвіду й сприйняття дискримінації та расизму з точки зору потенційних жертв
  - Загальнополітична рекомендація ЄКРН № 4 — прийнята 6 березня 1998
- Запобігання та боротьба з антимусульманським расизмом і дискримінацією
  - Загальнополітична рекомендація ЄКРН № 5 — прийнята 16 березня 2000 і переглянута 8 грудня 2021
- Боротьба з поширенням расистських, ксенофобських і антисемітських матеріалів через мережу інтернет
  - Загальнополітична рекомендація ЄКРН № 6 — прийнята 15 грудня 2000
- Національні законодавства з боротьби з расизмом і расовою дискримінацією
  - Переглянута Загальнополітична рекомендація ЄКРН № 7 — прийнята 13 грудня 2002 і переглянута 7 грудня 2017
- Боротьба з расизмом у процесі протидії тероризму
  - Загальнополітична рекомендація ЄКРН № 8 — прийнята 17 березня 2004
- Запобігання та боротьба з антисемітизмом
  - Загальнополітична рекомендація ЄКРН № 9 — прийнята 25 червня 2004 і переглянута 1 липня 2021
- Боротьба з расизмом і расовою дискримінацією в шкільній освіті та через неї
  - Загальнополітична рекомендація ЄКРН № 10 — прийнята 15 грудня 2006
- Боротьба з расизмом і расовою дискримінацією в діяльності правоохоронних органів
  - Загальнополітична рекомендація ЄКРН № 11 — прийнята 29 червня 2007
- Боротьба з расизмом і расовою дискримінацією у сфері спорту
  - Загальнополітична рекомендація ЄКРН № 12 — прийнята 19 грудня 2008
- Боротьба з антициганськими упередженнями та дискримінацією ромів
  - Загальнополітична рекомендація ЄКРН № 13 — прийнята 24 червня 2011
- Боротьба з расизмом і расовою дискримінацією у сфері зайнятості
  - Загальнополітична рекомендація ЄКРН № 14 — прийнята 22 червня 2012
- Боротьба з мовою ворожнечі
  - Загальнополітична рекомендація ЄКРН № 15 — прийнята 8 грудня 2015
- Захист мігрантів з неврегульованим статусом від дискримінації
  - Загальнополітична рекомендація ЄКРН № 16 — прийнята 16 березня 2016
- Запобігання та боротьба з нетерпимістю та дискримінацією щодо ЛГБТІ-осіб
  - Загальнополітична рекомендація ЄКРН № 17 — прийнята 28 червня 2023

## Моніторингові звіти ЄКРН щодо України
Моніторингові звіти ЄКРН можна переглянути на вебсайті ЄКРН. Основні висновки підсумовані на початку кожного звіту. Україну комісія відвідала вже 5 разів. Останній звіт був опублікований у 19 вересня 2017 року.
Рекомендації, з якими ЄКРН звертається до українських органів влади в своєму останньому звіті: